# Leonardo Mas
Leonardo Oscar Mas (San Martín, Provincia de Buenos Aires, Argentina, 22 de julio de 1975) es un exfutbolista argentino. Su último equipo fue Municipal Iquique, club donde actualmente se desempeña como asesor deportivo. Su padre es el exfutbolista Oscar Mas.

## Carrera
Comenzó su carrera jugando para las divisiones inferiores de Argentinos Juniors, debutando con el primer equipo en 1993. El año 1997 es transferido a la Lanús, adquiriendo gran importancia en el equipo. A mediados de 1999 ficha en Estudiantes de La Plata, donde se mantiene hasta 2001.
A mediados de 2001 se marcha a  Chacarita Juniors. En 2002 es fichado por Olimpo, donde juega el año entero. El 2003 es cedido al Deportivo Cuenca de Ecuador por un semestre, para luego volver a Olimpo. A mediados de 2004 es fichado por Defensores de Belgrano y juega un semestre solamente. El 2005 es contratado por Huachipato de Chile, donde se convierte en figura del club.
El 2008 es fichado por la Universidad de Chile, para ocupar el cupo que dejó Francisco Arrué. A fin de este año fue cesado del club debido a las pocas oportunidades que tuvo para jugar. Durante las temporadas 2009 y 2010 defendió la camiseta de Iquique, equipo con el ascendió a Primera División del fútbol chileno y fue campeón de la Copa Chile. Actualmente, se desempeña como gerente técnico del Club Deportes Iquique.

## Clubes
| Club                    | País      | Año       |
| ----------------------- | --------- | --------- |
| Argentinos Juniors      | Argentina | 1993-1997 |
| Lanús                   | Argentina | 1997-1999 |
| Estudiantes de La Plata | Argentina | 1999-2001 |
| Chacarita Juniors       | Argentina | 2001-2002 |
| Olimpo                  | Argentina | 2002      |
| Deportivo Cuenca        | Ecuador   | 2003      |
| Olimpo                  | Argentina | 2003-2004 |
| Defensores de Belgrano  | Argentina | 2004      |
| Huachipato              | Chile     | 2005-2007 |
| Universidad de Chile    | Chile     | 2008      |
| Municipal Iquique       | Chile     | 2009-2010 |

## Palmarés
| Título     | Club             | País  | Año  |
| ---------- | ---------------- | ----- | ---- |
| Primera B  | Deportes Iquique | Chile | 2010 |
| Copa Chile | Deportes Iquique | Chile | 2010 |

- Datos: Q4283697